# Itauguá
Itauguá est une ville du département Central au Paraguay, située à trente kilomètres de la capitale Asuncion.
La population était de 89 449 habitants en 2008.

## Histoire
La ville a été fondée en 1728.